# 後藤譽之助
後藤 譽之助（ごとう よのすけ、1916年10月25日 - 1960年4月13日）は、官僚、官庁エコノミスト、経済評論家。
経済白書執筆にあたり、第二次大戦後の日本の経済復興に対する政策立案に方向を与えた。

## 来歴・人物
現在の東京都墨田区出身。大相撲年寄り、二十山親方（第二代小錦八十吉、本名後藤鶴松）の長子。母、菊。東京府立第三中学校（現東京都立両国高等学校）卒業。旧制第一高等学校卒業。
1941年12月、東京帝国大学工学部電気工学科卒。電気庁、大東亜省奉職。経済安定本部・経済審議庁・経済企画庁において、第二次大戦後の日本の経済復興政策立案及び景気循環分析にかかわる。直属の上司・先輩に大来佐武郎、部下に宍戸寿雄、金森久雄、内野達郎、丸茂明則等。
1955年、アイゼンハワーフェローシップ留学制度により在米。1958年－1959年、初代景気観測官として米国ワシントン在住。1960年4月13日払暁、睡眠薬の過服量事故により死亡。享年43。戒名、鷲仙院英哲日誉居士。妻、敏子との間に2男2女。

## 経済白書
経済安定本部・経済審議庁・経済企画庁において、経済白書の作成に携わり、通算6期（昭和27、28、29、31、32、33年度）にわたり内国調査課長として、主執筆者であった。特に、昭和31年度経済白書の結びの記述“もはや戦後ではない”、は当時のメディアにセンセーショナルに取り上げられ、経済白書そのものの存在を世間にアピールすることとなった。ほかにも（“神武景気”の原型となった）“仁徳以来の好景気”という呼称（神武景気後の不景気の呼称“ナベ底景気”（なべ底不況）も名付けた）や、“すれ違いの悲劇”等、キャッチフレーズ作りの名手といわれ、経済事象が一般人の身近な話題となるきっかけをつくった。理科系出身者として、“オートメーション”の概念を紹介、また“Innovation”を“技術革新”と訳出してひろめた事を通じて、技術進歩が経済そして社会を変える原動力であることをポジティブにとらえて論じた。

## 著書
- 九原則に基く経済復興計画の構想（経済資料調査会、1949）
- 日本経済の問題点（至誠堂、1954）
- 原子力利用と産業（経済審議庁調査部調査課、1955）
- アメリカ経済繁栄の構造（中央公論社、1956）
- 日本経済の見かた考えかた（有紀書房、1959）

### 共著
- （鈴木武雄）安定恐慌論（北隆館、1949）
- （森田優三）図解日本の経済（春秋社、1953）
- （大河内一男）賃金決定（労働法学研究所、1957）
- （有沢広巳・中山伊知郎）日本の経済 昭和32年版（至誠堂、1957）
- （大島康正）現代の思想（社会思想研究会出版部、1958、（現代教養文庫））
- （村上泰亮）経済成長（日本経済新聞社、1971（リーディングス・日本経済論 ; 4））

### 翻訳
- （G.ハーバラー著、太田英一共訳）景気変動の理論 上・下（実業之日本社、1951）
- （アメリカ経済協力局遺英特別使節団編、小島慶三・佐竹浩共訳）スターリング地域（時事通信社、1953）
- （大統領原料政策委員会編）自由世界の天然資源 上・下巻（時事通信社、1953）
- （E.W.ジンマーマン著、小島慶三・黒沢俊一共訳）世界の資源と産業（時事通信社、1954）
- （A.F.バーンズ）景気循環は克服できるか（東洋経済新報社、1958）

### 寄稿
- 対外貿易と日本経済再建方向（『企業整備の理論と実際』（経営研究所、中文館書店、1948）所収）
- （牧野誠一・酒井一夫共著）国民所得（『経済復興計画』（経済安定本部情報部、アカギ書房、1948）所収）
- 日本の経済力（『ポーレーからダレスへ』（経済再建研究会、ダイヤモンド社、1952）所収）
- 貿易問題（『経営基礎講座』第9（経済同友会、ダイヤモンド社、1954）所収）
- オートメイションと産業革命（『未来は始まっている』（林髞・中島健蔵、河出書房、1956）所収）
- （宍戸寿雄共著）生産性と産業構造（『生産性講座』第1巻（ダイヤモンド社、1957 2版）所収）